# Hans Anhalt
Hans Anhalt (* 25. September 1908 in Langenfeld; † 13. April 1975 in der JVA Brandenburg) war ein deutscher SS-Sturmmann und Aufseher im KZ Auschwitz. Er wurde 1964 in der DDR in einem geheimen Prozess wegen Verbrechen gegen die Menschlichkeit zu einer lebenslangen Haftstrafe verurteilt.

## Leben

### Zeit des Nationalsozialismus und Aufseher im KZ Auschwitz
Anhalt war von den Aussagen in Adolf Hitlers Buch Mein Kampf früh beeindruckt und beteiligte sich an Aufmärschen und Aktionen gegen die jüdische Bevölkerung. In seiner späteren Vernehmung gab er an, nicht nur von der „Richtigkeit der Politik der NSDAP überzeugt“, gewesen zu sein, sondern sich von einem Parteieintritt „auch mehr persönliche Vorteile“ erhofft zu haben. Nachdem ihm Hitler 1935 auf dem Reichsparteitag in Nürnberg die Hand geschüttelt und ihn angesehen hatte, zählte er diesen Tag zu den „schönsten seines Lebens“. Nachdem eine erste Aufnahme in die NSDAP zum 1. Januar 1933 ungültig war, trat er zum 1. Mai 1937 der Partei bei (Mitgliedsnummer 6.081.269).
Während des Zweiten Weltkrieges meldete sich Anhalt im Herbst 1940 freiwillig zur Schutzpolizei in der Hoffnung, später in den „normalen Polizeidienst“ wechseln zu können. 1941 wurde Anhalt in einem SS-Polizei-Regiment in Holland eingesetzt. Vor der späteren Verlegung seiner Einheit an die Ostfront beantragte Anhalt mit dem Hinweis auf seine kinderreiche Familie die Versetzung in die Heimat.
Im Januar 1942 wurde Anhalt in das KZ Auschwitz versetzt, dort im Rang eines SS-Sturmmanns der 2. Wachkompanie zugeteilt und versah Postendienst auf einem der Wachtürme. Im Frühjahr 1942 wurde er „Arbeitsdienstführer“ und war für die Organisation des Arbeitseinsatzes und die Zusammenstellung der jeweiligen Häftlingskommandos verantwortlich. Anhalt übte diese Aufgabe unter dem Kommando des SS-Oberscharführers Wilhelm Emmerich bis zum Spätsommer 1942 im KZ-Stammlager aus und war anschließend vertretungsweise einige Wochen im Frauenlager von Auschwitz-Birkenau tätig. Nach einem erneuten Einsatz im Stammlager wurde Anhalt Arbeitsdienstführer im Männerlager von Birkenau und blieb dies, unterbrochen durch einen längeren Krankenhausaufenthalt wegen eines Motorradunfalls, bis zur Evakuierung des Lagers im Januar 1945.
Während seiner Tätigkeit als Aufseher misshandelte und ermordete er mehrere Häftlinge, wobei er mindestens acht Häftlinge während seines Wachdienstes erschoss. Er ließ mindestens 10 Häftlinge bei lebendigem Leib verbrennen, nahm an der Selektion von Juden auf der Ankunftsrampe teil und führte die Opfer in die Gaskammer. Wer sich dabei weigerte, wurde von ihm erschossen.
Anhalt ließ von den Häftlingen Mäntel für seine Kinder anfertigen. Seine Frau war über Details seiner Tätigkeit als KZ-Aufseher informiert. Vom 11. bis 25. September 1943 wohnte sie in einer Garnison bei Auschwitz und besuchte ihn im KZ. Das Ehepaar wohnte in dieser Zeit beim befreundeten Otto Moll, dem Leiter der Gaskammern und KZ-Krematorien. Anhalt nutzte seine Funktion als KZ-Aufseher auch, um sich direkt oder indirekt an Geld, Devisen, Wertgegenständen und Kleidungsstücken der ermordeten Juden zu bereichern. Diese sammelte er oftmals direkt an der Selektionsrampe oder in den Gaskammern auf, sandte sie dann per Post nach Hause oder nahm sie in seinen Heimaturlauben mit. Ähnlich verfuhr er mit Sonderrationen an Schnaps und Tabakwaren, die er für seine Vernichtungsaktionen erhielt. Diese wurden bei seinen Familienfesten wie etwa Kindtaufen konsumiert. Er bezeichnete sich selbst „als rechte Hand des Dr. Mengele“, da er bei der Ankunft der Transporte oftmals Opfer (z. B. Zwillinge) für dessen pseudo-medizinische Experimente ausgesucht hatte.
Bei der Räumung des Konzentrationslagers im Januar 1945 war Anhalt für den Transport von etwa 3.000 jüdischen Frauen und Männern verantwortlich. Nach seiner späteren Aussage war ihm wegen der Witterungsbedingungen und der schlechten körperlichen Verfassung von vornherein klar gewesen, dass es sich dabei um einen „Todestransport“ handelte. Daher habe sich die Wachmannschaft auch „nicht lange [mit Häftlingen] herumgeärgert“, sondern diese erschlagen oder erschossen. Ihn selbst habe dies nicht sonderlich berührt, „weil es sich fast ausschließlich um Juden“ gehandelt habe. Er sei im Gegenteil seinen Untergebenen mit „gutem Beispiel vorangegangen“ und habe selbst etwa zehn „halbtote oder erschöpfte Häftlinge“ auf diese Weise umgebracht. Insgesamt kamen dabei etwa 500 Inhaftierte ums Leben.

### Nachkriegszeit in der DDR, Enttarnung, Prozess und Verurteilung
Nach dem Krieg wurde die Vergangenheit von Anhalt nicht sofort aufgedeckt. Er ließ sich mit seiner Familie in der DDR in Thüringen nieder und arbeitete als Traktorfahrer einer Maschinen-Traktoren-Station (MTS). In späteren Vernehmungen gab er zu, auch weiterhin überzeugter Nationalsozialist geblieben zu sein und besaß bis in die 1950er-Jahre ein Hitler-Foto, das er hinter dem Jugendfoto seiner Ehefrau im Schlafzimmer versteckte. 1951 hatten seine Nachbarn und Kollegen behauptet, dass Anhalt „während der Nazizeit unrühmlich aufgefallen“ und möglicherweise ein ehemaliges SS-Mitglied sei, das in Auschwitz gearbeitet hatte. Seine Nachbarn wurden auch argwöhnisch, als er begann, größere Geldbeträge für Waren aus der Bundesrepublik auszugeben, die er mit dem Verkauf von Wertgegenständen von Auschwitz-Opfern erhalten hatte. Die Angelegenheit wurde von staatlichen Stellen jedoch nicht weiter untersucht.
Erst zehn Jahre später begann die Kriminalpolizei, Ermittlungen zu seiner Vergangenheit aufzunehmen, da die Gerüchte über ihn anhielten. Nachdem Inoffizielle Mitarbeiter (IM) des Ministeriums für Staatssicherheit (Stasi) die Vermutungen bestätigt hatten, übernahm die Stasi im Oktober 1961 den Vorgang und eröffnete eine „Vorlaufakte“ unter dem Decknamen „Eichmann“. Im Rahmen der folgenden Ermittlungen wurde alle biografischen Daten über Anhalt gesammelt und ehemalige Auschwitz-Häftlinge befragt. Drei Überlebende konnten ihn identifizieren und konkreter Verbrechen beschuldigen.
Am 1. November 1962 wurde durch die Stasi ein strafrechtliches Ermittlungsverfahren eingeleitet und Anhalt am Nachmittag des 8. November 1962 verhaftet, zur MfS-Dienststelle Mühlhausen überführt und am nächsten Tag in die Haftanstalt Erfurt eingeliefert. Bei der Vernehmung am Folgetag gestand Anhalt, Wachmann im KZ Auschwitz gewesen zu sein, leugnete aber anfangs, persönlich Verbrechen begangen zu haben. Die Stasi durchsuchte sein Haus und fand mehrere aus Auschwitz gestohlene Gegenstände und Wertsachen. Anhalt unterschrieb ein maschinengeschriebenes Geständnis, in dem er zugab, jüdischen Häftlingen, die vergast worden waren, Gegenstände abgenommen zu haben.
Während der Vernehmungen und in der Untersuchungshaft zeigte Anhalt laut Gericht zeitweise ein „abartiges Verhalten“ in Form von Falschbehauptungen wie etwa, dass er mindestens 300.000 Juden vergast habe; wochenlang verwendete er bei den Vernehmungen auch den Hitlergruß. Laut zwei psychiatrischen Gutachten wurde das Verhalten Anhalts als Schutzeinlassungen und Simulation gewertet. Während eines Verhörs am 21. August 1963 antwortete Anhalt auf die Frage, welche Verbrechen er begangen habe:

„Während meines Dienstes im Konzentrationslager Auschwitz habe ich keinerlei Verbrechen begangen. Zumindest sehe ich das Erschießen, Töten, Schlagen und Misshandeln von Häftlingen im KZ Auschwitz nicht als Verbrechen an. Ich habe lediglich meine Pflicht als Nationalsozialist erfüllt und manchmal aus persönlichem Interesse gehandelt, um die Vernichtung der Juden zu beschleunigen“

Der Prozess gegen Anhalt wurde vor der Öffentlichkeit geheim gehalten und fand nur „vor einem eng begrenzten Personenkreis“ statt, da die DDR-Behörden befürchteten, dass eine Publizierung des Prozesses die westdeutsche Justiz veranlassen könnte, Anhalt für den zur gleichen Zeit in Frankfurt am Main stattfindenden Auschwitz-Prozess als Zeugen anzufordern. Am 20. Juli 1964 wurde Anhalt vom Bezirksgericht Erfurt wegen „in Mittäterschaft begangener fortgesetzter Verbrechen gegen die Menschlichkeit, in teilweiser Tateinheit mit fortgesetztem Mord“ zu lebenslanger Haft verurteilt und in das Zuchthaus Brandenburg an der Havel eingeliefert, wo er im April 1975 starb.